# Corrado Clini

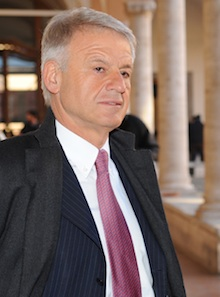
Corrado Clini

Corrado Clini (* 17. Juli 1947 in Latina) ist ein italienischer Politiker.

## Leben
Clini studierte Medizin an der Universität Parma und an der Universität Padua. Als Nachfolger von Stefania Prestigiacomo war er von 2011 bis 2013 im Kabinett Monti Umweltminister. Ihm folgte im Amt Andrea Orlando.